# Црква Рођења Богородице са борачким гробљем у Великој Моштаници
Црква Рођења Богородице са борачким гробљем у Великој Моштаници, насељу на територији градске општине Чукарица, подигнута је 1858. године. Ктитор цркве, између осталих приложеника, био је и познати српски задужбинар и добротвор, Илија Милосављевић Коларац (1800-1878). Представља непокретно културно добро као споменик културе.

## Архитектура цркве
Црква у Великој Моштаници је посвећена Рођењу Богородице и подигнута је у духу традиције српске сакралне архитектуре на месту старије цркве. Саграђена је као једнобродна грађевина са великом полукружном апсидом, ширине исте као наос, две бочне полукружне певнице и звоником изнад припрате на западној страни. У цркви се чувају ретка дела српског сликарства (Георгије Бакаловић, Димитрије Посниковић, Никола Марковић, Илија Петровић и Симеон Танасијевић), златарства, иконе српских зографа, као и књишко-архивски предмети настали у првој половини и средином 19. века.

## Борачко гробље
Назив гробља је млађег порекла и представља локални народни назив, уско везан за садржај овог простора. Сахрањивање у порти је започело неколико година после подизања парохијске цркве.

Надгробни споменици у порти цркве, укупно њих 128, познати су у селу под називом Борачко гробље. Посвећени су житељима насеља и околине, погинулим или умрлим у ратовима 1876-1878, 1883-1885, Балканским, Првом и Другом светском рату. У низу некропола у сеоским портама на подручју Београда, Борачко гробље представља јединствену споменичку целину меморијалног карактера и истовремено сведочанство о жртвама овога краја у минулим ратовима.
Надгробни споменици почасног карактера, са једноставним посветама и порукама
су углавном подигнути над празним гробовима (њих 124), крајпуташа широм Србије, у част ратницима-сељацима чији се посмртни остаци налазе далеко од родног краја. Хронолошки и стилски споменици се могу поделити у две групе. Једни су из друге половине 19. века,  а остатак други припадају периоду од почетка до педесетих година 20 века. Међусобно се разликују по натпису и оријентацији. Споменици са празним гробовима су постављени тако да њихово лице  могу да виде пролазници. С обзиром да су улаз у порту цркве и главни приступ цркви из правца запада, чеона страна гробова, са украсима и посветом, такође окренута западу.